# Јунис (Њу Мексико)
Јунис (енгл. Eunice) град је у америчкој савезној држави Њу Мексико.

## Демографија
По попису из 2010. године број становника је 2.922, што је 360 (14,1%) становника више него 2000. године.
| Група             | 2000.         | 2010.         |
| Белци             | 1.483 (57,9%) | 1.464 (50,1%) |
| Афроамериканци    | 28 (1,1%)     | 33 (1,1%)     |
| Азијати           | 3 (0,1%)      | 11 (0,4%)     |
| Хиспаноамериканци | 1.015 (39,6%) | 1.388 (47,5%) |
| Укупно            | 2.562         | 2.922         |